# Pondor
Pondor este o localitate din comuna Tabor, Slovenia, cu o populație de 157 de locuitori.